# سلام برادران
سلام برادران یا سلام دوستان (به اسپانیایی: Saludos Amigos) فیلمی لایو اکشن ۴۲ دقیقه‌ای به کارگردانی نورم فرگوسن با بازی لی بلیر است.
سلامتی رفقا (به اسپانیایی: Saludos Amigos) اصطلاحی در اسپانیولی برای "درود و خیر مقدم به دوستان و برادران") یک بسته ترکیبی از انیمیشن و فیلم زنده (لایو اکشن) آمریکایی و محصول سال ۱۹۴۲ است که توسط والت دیزنی تولید شده و توسط RKO Radio Pictures منتشر شده‌است. این ششمین فیلم دارای انیمیشن از دیزنی و اولین فیلم بسته شش تایی تولید شده توسط تولیدی والت دیزنی در دهه ۱۹۴۰ است. مکان ساخت فیلم در آمریکای لاتین بوده و از چهار بخش مختلف تشکیل شده‌است؛ دانلد داک در دو بخش و گوفی در یکی از آنها حضور دارند. همچنین اولین حضور ژوسه کاریوسّا، طوطی سیگار (برگ) کش برزیلی را دربردارد.
. سالودوس آمیگوس در ۲۴ دسامبر ۱۹۴۲ اولین بار در ریودوژانیرو و در ۶ فوریه سال ۱۹۴۳ در ایالات متحده آمریکا اکران شد. سالودوس آمیگوس به اندازه ای محبوب شد که والت دیزنی تصمیم گرفت فیلم دیگری دربارهٔ آمریکای لاتین تولید کند و دو سال بعد فیلم «The Tree Caballero» با مدت زمان ۴۲ دقیقه تولید شده بود که کوتاهترین فیلم انیمیشن دیزنی تا به آن روز بود.

## پیشینه
در اوایل سال ۱۹۴۱، قبل از ورود ایالات متحده، به جنگ جهانی دوم، وزارت امور خارجه ایالات متحده، یک تور خیرخواهی دیزنی را در آمریکای جنوبی با هدف دست یابی به فیلمی جهت اکران در ایالات متحده و کشورهای آمریکای مرکزی و آمریکای جنوبی برگزار کرد که این خود در راستای بخشی از سیاست همسایگی خوب (Good Neighbor Policy) بود. این کار به این دلیل انجام شد که چندین دولت آمریکای لاتین ارتباط نزدیکی با آلمان نازی داشتند و دولت ایالات متحده می‌خواست با این روابط مقابله کند. میکی موس و دیگر شخصیت‌های دیزنی در آمریکای لاتین محبوب بودند و شخص والت دیزنی به عنوان سفیر آنها عمل می‌کرد. وظیفهٔ برگزاری تور به نلسون راکفلر محوّل شد، که چندی بود به عنوان هماهنگ‌کننده امور درون قارّه‌ای آمریکا (CIAA) منصوب شده بود، بنابراین دیزنی و گروهی متشکل از حدود بیست آهنگساز، هنرمند، تکنسین و غیره را، از استودیوشان به جنوب آمریکا برد، که بخش عمده ای از زمان برگزاری توربه برزیل و آرژانتین، سپس به شیلی و پرو اختصاص یافت.
تولید این فیلم با ضمانت وام فدرال محقق شد، زیرا فعالیت استودیوی دیزنی درست پیش از اینکه بازارهای اروپایی به دلیل جنگ به رویش بسته بشوند، بیش از حد گسترش یافته بود و به همین علت دیزنی در حال مبارزه با ناآرامی‌های کارگری بود (از آن جمله اعتصاباتی بود که درست همزمان با سفرهای خیرخواهانه آغاز شد).
سکانسهایی از این فیلم شامل فیلم مستند لایو اکشن (واقعی) از زندگی واقعی است که شامل صحنه‌هایی از شهرهای مدرن آمریکای لاتین به انضمام آسمان خراش‌ها و متعلقات فشن و مد و لباس است. این صحنه‌ها بسیاری از مخاطبان فیلم در ایالات متحده را شگفت زده کرد، چرا که چنین تصاویری را فقط با شهرهای آمریکا و اروپا مرتبط می‌دانستند و از این منظر به تغییر نگرش مردم به آمریکای لاتین کمک قابل توجهی کرد.

پژوهش گر و تاریخدان فیلم، آلفرد چارلز ریچارد جونیور دربارهٔ سالودوس آمیگوس می‌گوید: 
«تأثیر این فیلم بر افزایش علاقه‌مندی جوامع دیگر به مردم و جامعهٔ آمریکایی (ایالات متحده) تنها در چند ماه نخست اکران فیلم، بسیار بیش تر از تلاش پنجاه سالهٔ وزارت امور خارجه در این زمینه بود.»
این فیلم همچنین الهام بخش کاریکاتوریست شیلیایی رنه ریوس بوتتیگر برای ایجاد کندوریتو، یکی از شخصیت‌های کارتونی مشهور آمریکای لاتین است. ریوس شخصیت «پدرو»، که یک هواپیمای کوچک و ضعیفی بود را تحقیر شیلیایی‌ها برداشت کرد و این انگیزه ای شد که داستان مصوّری ایجاد کرد که کاراکترهایش می‌توانست رقیبی جدّی برای کاراکترهای دیزنی باشد.

## بخش‌های فیلم
این فیلم دارای چهار بخش مختلف است که هر کدام از آنها با کلیپی از هنرمندان و طراحان دیزنی شروع می‌شود که در جریان گذر از کشورهای مختلف از فرهنگ‌ها و مناظر محلی آن کشورها و در قالب کارتون کشیده‌اند.

### دریاچه تی تی کا کا
در این بخش، دونالد داک که توریستی آمریکایی است که از دریاچه تی تی کا کا بازدید می‌کند وبا (از) برخی از مردم و عناصر محلی، از جمله یک لامای لجباز، ملاقات (و عکاسی) ملاقات می‌کند.

### پدرو
پدرو نام کاراکتری است، که از دفرمه کردن تصویر یک هواپیمای کوچک در یک فرودگاه در نزدیکی سانتیاگو در شیلی حاصل شده‌است و در اولین پرواز خود قرار می‌شود تا به عنوان پست هوایی از مندوزا بگذرد و نتایج فاجعه آمیزی در نزدیکی آکونکاگوئه به بار می‌آورد، پدرو گرفتار طوفان وحشتناکی می‌شود! اما، او دوباره به مسیر \روازی اش بر می‌گردد و به سلامت محموله اش را فرودگاهی امن و ایمن می‌رساند و مشخص می‌شود که تنها یک کارت پستال بوده‌است. این بخش بعدها، در ۱۳ ماه مه۱۹۵۵ در قالب فیلمی کوتاه و به صورت مستقل توسط RKO Pictures به نمایش گذاشته شد
«پدرو به عنوان تصویری که دنیای خارج از شیلی در ذهن دارد ناامید کننده است.» رنه ریوس بوعتیگر (که به نام «پِه پو» مشهور شناخته شده‌است) مشهورترین مجله کمیک آمریکای لاتین با نام کوندوریتو(Condorito) را آغاز کرد.

### ال گاچو گوفی (El Gaucho Goofy)
در این بخش، گاوچران آمریکایی گوفی به شکلی اسرار آمیز به پامپایی آرژانتینی تبدیل می‌شود و به یادگیری روش‌های بومیان گاچو Gaucho گمارده می‌شود. این بخش بعدها برای انتشار نسخه‌های VHS / DVD فیلم مجدداً ویرایش شد تا صحنه ای را که گوفی در آن در حال سیگار کشیدن نشان داده شده بود حذف شود. این ویرایش دوباره در مجموعه DVD کلاسیک Caballeros اتفاق می‌افتد. این صحنه دوباره زمانی به فیلم بازگردانده می‌شود که عدهٔ کثیری از طرفداران نسخه بدون سانسور را درخواست می‌کنند. در حال حاضر نسخه کامل unedited به عنوان یک افزونهٔ تشویقی در نسخهٔ
DVD والت و ال گروپو در دسترس قرار دارد.

### آکوارلا دو برزیل (Aquarela do Brasil)
در زبان پرتغالی به معنی "آبرنگِ برزیل")، آخرین فیلم، شامل یک شخصیت جدید با نام و برند ژوسه (ژوزه، جوسه، خوزه یا جوزه)(نام کامل:ژوسپه) کاریوسا، José Carioca از ریودوژانیرو، برزیل، که دانلد داک را برای بازدید آمریکای جنوبی و نوشیدن مشروب کاشاسا Cachaça همراهی کرده و به او رقص سامبای برزیلی را آموخته و نشان می‌دهد به همراهی آهنگهای «برزیل» و «تیکو تیکو نو فوبا» "Tico-Tico no Fubá"))

## بازیگران و شخصیت‌ها
- لی بلر - خودش
- مری بلر - خودش
- پینتو کلوویگ - گویا
- والت دیزنی - خودش
- نورمن فرگوسن - خودش
- فرانک گراهام - خودش
- کلارنس ناش - دونالد داک (همچنین نسخه‌های پرتغالی، اسپانیایی و ایتالیایی را به عنوان ذکر شده(
- خوزه اولیویرا - خوزه کاریکا (همچنین نسخه‌های پرتغالی برزیل، اسپانیایی و ایتالیایی را به عنوان ذکر شده و همچنین نسخه ایتالیایی را روایت می‌کند(
- فرد شیلدز - سخنران
- فرانک توماس - خودش
- استوارت بوکنان - پرواز کننده

## موسیقی متن فیلم
نقطهٔ قوت و برگ برندهٔ اصلی این فیلم توسط ادوارد اچ پلامپ (Edward H. Plumb)، پائول-جی-اسمیت (Paul J. Smith)و چارلز والکوت Charles Wolcott تهیه شده‌است؛ و آهنگ تیتراژ یعنی "Saludos Amigos" منحصراً برای این فیلم و توسط Charles Wolcott و ند واشینگتن(Ned Washington) نوشته شده‌است. این فیلم همچنین آهنگ "Aquarela do Brasil" را که توسط آری باروزو آهنگ ساز برزیلی نوشته شده‌است و توسط آلوسیو د الیویرا تنظیم شده‌است، و نسخهٔ سازبندی شده یا اینسترومنتال "Tico-Tico no Fubá" که توسط Zequinha de Abreu نوشته شده‌است. آبرنگ برزیل یا "Aquarela do Brasil" برای اولین بار در سال ۱۹۳۹نوشته و اجرا شد، اما موفقیت چندانی به دست نیاورد. اما پس از پخش شدن در این فیلم، به یک نوای بین‌المللی و همچنین اولین آهنگ برزیلی که بیش از یک میلیون بار در رادیوهای آمریکا پخش شده‌است تبدیل گردید.
موسیقی متن فیلم در سال ۱۹۴۴ اولین بار توسط Decca Records در قالب مجموعه ای از سه تک آهنگ 78rpm. منتشر گردید.

## لیست آهنگ
سمت 1: "Saludos Amigos" b / w سمت 2: "Inca سوئیت"
سمت ۳: "برزیل (" آکواریلا برزیل ")" b / w طرف ۴: "رقص‌های کشور آرژانتین"
سمت 5: "Tico-Tico" b / w سمت 6: "Pedro از شیلی"

## جوایز و نامزدی‌ها
این فیلم برای سه جایزه اسکار در سال ۱۹۴۳ نامزد شده‌است.

## انتشار
- سلام برادران نخستین بار در تاریخ ۲۴ اوت ۱۹۴۲ در ریودوژانیرو پخش شد. در تاریخ ۶ فوریه ۱۹۴۳ در ایالات متحده منتشر شد.
- در سال ۱۹۴۹ آن را به صورت تئاتری دوباره منتشر کردند، در حالی که آن را با یک دوبله با اولین بار مجدد از Dumbo نشان داد.
- این فیلم در سال ۱۹۵۱ به مبلغ ۱٬۱۳۵٬۰۰۰ دلار به اجاره RKO بازگشت و فروش آن ۵۱۵٬۰۰۰ دلار در ایالات متحده و کانادا بود.

## تاریخ پخش ویدئو خانگی
- 1995 Laserdisc بایگانی مجموعه‌های منحصر به فرد
- ۲ مه 2000 VHS و DVD - مجموعه کلاسیک طلایی والت دیزنی
- ۲۹ آوریل 2008 DVD - کلاسیک Caballeros مجموعه
- ۲۰۱۰ نوامبر ۳۰ (ویژگی پاداش در DVD والت و ال کلاو(
- ۳۰ ژانویه 2018 (Blu-ray - Salidus Amigos و سه نسخه Caballeros 75 ساله نسخه ۲ مجموعه فیلم